# Nordkraft Arena
Nordkraft Arena – hala widowiskowo-sportowa w Narwiku, w Norwegii, wykorzystywana głównie w charakterze lodowiska. Została otwarta 27 grudnia 2010 roku. Pojemność areny wynosi 1200 widzów (2000 widzów w przypadku koncertów). Swoje spotkania na obiekcie rozgrywają hokeiści klubu Narvik IK.